# Школа морських льотчиків головного північного шляху імені С. О. Леваневського
Школа морських льотчиків головного північного шляху імені С. О. Леваневського (пізніше — військово-морське мінно-торпедне авіаційне училище) — колишній військово-навчальний заклад військово-повітряних сил ВМФ СРСР у місті Миколаїв.

## Історія
20 травня 1927 року у Миколаєві відкрилася перша морська школа льотчиків цивільної авіації. Перший випуск у складі 6 осіб випустився у листопаді 1929 року. До 1934 року школа підготувала 74 льотчики та 15 мотористів.
Школа базувалася на березі річки Південний Буг, дача яхт-клубу № 8. У 1930 році помічником начальника Миколаївської школи з навчальної частини призначили льотчика С. О. Леваневського, він же був старшим інструктором. У квітні 1931 року Леваневський стає начальником школи.
До 1936 року миколаївська школа мала у своєму розпорядженні три стаціонарні аеродроми — у селах Велика Корениха і Сливине, а також на території сучасного району Водопій.
12 серпня 1937 року на чотиримоторному літаку ДБ-А з бортовим номером Н-209, з екіпажем із шести осіб, Леваневський злетів з підмосковного аеродрому з метою перельоту через Північний полюс до США. О 17 годині 53 хвилини зв'язок із літаком, який потрапив у важкі метеоумови, припинився. Пошук виявився безуспішним — екіпаж загинув.

18 серпня 1938 року наказом № 328 начальника головного північного шляху школі морських льотчиків головного північного шляху присвоєно найменування імені С. О. Леваневського:
|  | «Для увічнення пам'яті Героя Радянського Союзу льотчика С. О. Леваневського, який загинув під час катастрофи літака Н-209 під час героїчного польоту через Північний полюс до Північної Америки, і відповідно до постанови уряду СРСР наказую: присвоїти ім'я С. О. Леваневського школі морських льотчиків Головсевморшляху в місті Миколаїв. Начальник Головпівнічморшляху при РНК СРСР О. Ю. Шмідт». Оригінальний текст (рос.) «Для увековечения памяти Героя Советского Союза летчика С. А. Леваневского, погибшего при катастрофе самолета Н-209 во время героического полета через Северный полюс в Северную Америку, и в соответствии с постановлением правительства СССР приказываю: присвоить имя С. А. Леваневского школе морских летчиков Главсевморпути в городе Николаеве. Начальник Главсевморпути при СНК СССР О. Ю. Шмидт». |

25 вересня 1938 року школа стала підпорядковуватися начальнику управління морської авіації і в ній було розгорнуто військово-морське училище льотчиків-спостерігачів.
Під час Другої світової війни льотчики школи брали активну участь в обороні та контрнаступах радянських військ. Серед них Василь Гречишніков, Микола Гастелло, Віктор Носов, Євген Лобанов, Олексій Єгоров, Петро Блінов.
14 вересня 1945 року військово-морському училищу імені С. О. Леваневського вручено Червоний прапор із грамотою президії Верховної Ради СРСР. Після війни училище складалося з трьох полків та двох ескадрилій:
- полк літаків Пе-2;
- полк літаків Ту-2;
- полк підготовки штурманів та стрільців-радистів;
- окрема ескадрилья літаків Ше-2 та Лі-2;
- навчально-транспортна ескадрилья літаків По-2, Лі-2, Ше-2.

Училище вже готувало не лише льотчиків, штурманів та стрільців-радистів, а й фотолаборантів, фотомеханіків, начальників зв'язку ескадрилій, авіаційних механіків усіх спеціальностей та командирів взводів.
У 1947 році училище перейменували на військово-морське мінно-торпедне авіаційне училище, позбавивши його імені Леваневського.
З 1953 року до закладу стали поступати літаки Іл-28 та УІл-28. Першими їх освоїли заступник начальника училища з льотної підготовки полковник О. Д. Орлов, льотчик-інструктор А. І. Палеєв та командир полку А. І. Жолобатий. Навчання курсантів управління літаком Іл-28 почалося того ж року.
У 1950-ті роки училище виросло до восьми авіаційних полків та окремих авіаційно-технічних баз, окремої транспортної ескадрильї, мінно-торпедної партії, інженерно-будівельного батальйону, авіаційно-ремонтного заводу та кількох підрозділів. Було прийнято на озброєння перший протичовновий літак Бе-6. На цьому літаку відпрацьовувалися основи тактики протичовнової авіації, пройшло бойовий вишкіл ціле покоління морських льотчиків. 
У 1952 році розроблено і створено реактивний літак Ту-16. У зв'язку з надходженням на озброєння нової авіаційної техніки виникла необхідність переучування льотного та інженерно-технічного складу бойових полків. Командування ВМФ вийшло з клопотанням до Міністерства Оборони СРСР з метою створення центру авіації ВМФ на базі авіаційного училища в Миколаєві.
На першому етапі літаків Ту-16 в ескадрильї було мало. Вони поступово надходили з бойових полків авіації флотів. Бракувало обладнання, інструментів, штатних засобів підготовки літаків до польотів. Парковки для літаків Ту-16 були не підготовлені, під'їзні шляхи були до них не пристосовані. Тому заправлення літаків та запуск двигунів здійснювалися на магістральних руліжках. Одночасно з формуванням ескадрильї створювалася ТЕЧ.
У грудні 1957 року формування 4-го навчально-літнього центру було закінчено. Ескадрилья розпочала теоретичне переучування льотчиків та штурманів у навчально-літному відділі.
У лютому 1958 року почалися польоти для навчання льотного складу, що раніше не літав літаком Ту-16. У першому півріччі ескадрилья було повністю укомплектована літаками, які переганяли із частин авіації Північного флоту. Почалися інтенсивні польоти з освоєння нових видів бойової підготовки.
У 1958 році всі 12 екіпажів 4-го навчально-літнього мали допуск до інструкторської роботи вдень і вночі.
На базі військово-морського училища та 4-го навчально-літного центру, 10 липня 1959 року, наказом міністра оборони СРСР, директиви Генерального Штабу ВМФ, штабу авіації від 24 серпня 1959 року, навчальний заклад було переформовано у 33-й центр бойового застосування та перенавчання льотного складу авіації ВМФ. Офіційною датою створення 33 ЦБП та ПЛС вважається 5 листопада 1959 року.

## Відомі випускники
- Гречишніков Василь Олексійович
- Гастелло Микола Францович
- Єгоров Олексій Гаврилович
- Блінов Петро Семенович
- Яворський Юрій Олександрович
- Касаткін Віктор Васильович